# Barão da Gramosa
Barão da Gramosa é um título nobiliárquico criado por D. Luís I de Portugal, por Decreto de 27 de Fevereiro de 1866, em favor de Joaquim José da Costa Rebelo.
Titulares
1. Joaquim José da Costa Rebelo, 1.º Barão da Gramosa.